# 69159 Ivanking
69159 Ivanking este un asteroid din centura principală de asteroizi.

## Descriere
69159 Ivanking este un asteroid din centura principală de asteroizi. A fost descoperit pe 7 mai 2003 în cadrul proiectului CSS. Asteroidul prezintă o orbită caracterizată de o semiaxă mare de 2,65 ua, o excentricitate de 0,23 și o înclinație de 14,6° în raport cu ecliptica.